# Ван дер Вил, Ян
Ян ван дер Вил (нидерл. Jan van der Wiel, 31 мая 1892 — 24 ноября 1962) — нидерландский фехтовальщик, призёр Олимпийских игр.

## Биография
Родился в 1892 году в Бреде. В 1920 году принял участие в Олимпийских играх в Антверпене, где завоевал бронзовую медаль в командном первенстве на саблях, а в личном зачёте занял 5-е место в фехтовании на саблях, и 6-е — в фехтовании на рапирах. В 1924 году на Олимпийских играх в Париже он опять стал бронзовым призёром в командном первенстве на саблях. В 1928 году принял участие в Олимпийских играх в Амстердаме, но там нидерландская сборная стала в фехтовании на саблях лишь 5-й, а в личном зачёте Ян ван дер Вил занял в первенстве на саблях 11-е место.